# Munford, Alabama
Munford là một thị trấn thuộc quận Talladega, tiểu bang Alabama, Hoa Kỳ. Dân số năm 2009 là 1416 người, mật độ đạt 247 người/km².